# Jackson (Carolina del Sud)
Jackson és una població dels Estats Units a l'estat de Carolina del Sud. Segons el cens del 2000 tenia 1.625 habitants.

## Demografia
Segons el cens del 2000, Jackson tenia 1.625 habitants, 677 habitatges i 469 famílies. La densitat de població era de 176,7 habitants/km².
Dels 677 habitatges en un 28,7% hi vivien nens de menys de 18 anys, en un 55,1% hi vivien parelles casades, en un 10,9% dones solteres, i en un 30,6% no eren unitats familiars. En el 28,7% dels habitatges hi vivien persones soles l'11,7% de les quals corresponia a persones de 65 anys o més que vivien soles. El nombre mitjà de persones vivint en cada habitatge era de 2,4 i el nombre mitjà de persones que vivien en cada família era de 2,93.
Per edats la població es repartia de la següent manera: un 24,6% tenia menys de 18 anys, un 6,9% entre 18 i 24, un 28,1% entre 25 i 44, un 22% de 45 a 60 i un 18,5% 65 anys o més.
L'edat mediana era de 40 anys. Per cada 100 dones de 18 o més anys hi havia 86,3 homes.
La renda mediana per habitatge era de 35.924 $ i la renda mediana per família de 41.563 $. Els homes tenien una renda mediana de 38.458 $ mentre que les dones 24.732 $. La renda per capita de la població era de 17.357 $. Entorn del 8,8% de les famílies i l'11,1% de la població estaven per davall del llindar de pobresa.

## Poblacions més properes
El següent diagrama mostra les poblacions més properes.